# Джо Луис
Джоузеф Луис Бароу (на английски: Joseph Louis Barrow), по-известен като Джо Луис (Joe Louis) е американски боксьор, прозвището на когото е Черния бомбардировач.

## Биография
Роден в Лафайет, Алабама на 13 май 1914 г., Джоузеф е седмото от общо осем деца в семейството на Ман Бароу, общ работник на памучни плантации, и Лили Бароу, домакиня.
Джо Луис става световен шампион в тежката категория на 22 юни 1937 г. в Чикаго, когато нокаутира Джеймс Джей Брадок в осмия рунд. Оттегля се непобеден на 1 март 1949 г., но се завръща скоро.
Последният си мач в професионалния бокс изиграва на 26 октомври 1951 г. срещу Роки Марчиано и е победен с нокаут в осмия рунд.
След като се оттегля за втори и последен път от бокса през 1951 г., той започва работа като вратар на казиното Сийзър Палис в Лас Вегас.
Джо Луис умира на 12 април 1981 г. в Лас Вегас.